# 魂のタキ火
『魂のタキ火』（たましいのタキび）はNHK BSプレミアムで放送された、焚火に当たりながら著名人がトークを行うというバラエティー番組である。
元々は、2020年4月にパイロット版を放送する『レギュラー番組への道』の枠内（金曜日23:15-23:45）で2回放送され、その後同年10月から2021年3月にかけて、半年間にわたり火曜日23:15-23:45（再放送:同週金曜12:30-13:00）でレギュラー生放送が行われた。
番組は毎回3人のゲストが、関東圏を中心にロケーション先で焚火を炊きながら、MCなしのざっくばらんなフリートークを展開するというものである。

## 放送リスト
| 放送日                               | タイトル                                | ロケ先                               | ゲスト                                                                                 |
| パイロット版（レギュラー番組への道） | パイロット版（レギュラー番組への道）    | パイロット版（レギュラー番組への道） | パイロット版（レギュラー番組への道）                                                   |
| ------------------------------------ | --------------------------------------- | ------------------------------------ | -------------------------------------------------------------------------------------- |
| 2020年4月3日                         | 今夜、都会の片隅で…                     | 六本木                               | 女優・前田敦子、俳優・勝村政信、作家・古市憲寿                                         |
| 4月10日                              | 今夜、自然の森で…                       | 鎌倉市                               | 女優・木村多江、元レスリング選手・吉田沙保里、脳科学者・中野信子                       |
| 2000年度レギュラー放送               |                                         |                                      |                                                                                        |
| 10月6日                              | (1)車窓の灯りが闇に沈む                 | 阿佐ヶ谷                             | 歌手・百田夏菜子、シンガーソングライター・泉谷しげる、僧侶・松本紹圭                   |
| 10月13日                             | (2)台風一過の廃工場                     | 美女木                               | 俳優・要潤、俳優・エッセイスト・本上まなみ、生物学者の卵・篠原かをり                   |
| 10月20日                             | (3)東京スカイツリーに見守られて         | 京島                                 | 女優・松本穂香、ミュージシャン・坂本美雨、タレント・ベッキー                           |
| 10月27日                             | (4)昭和の森にいだかれて                 | 昭島                                 | 歌舞伎俳優・中村芝翫、ヴァイオリニスト・木嶋真優、俳優・磯村勇斗                       |
| 11月3日                              | (5)コンプレックスを燃やす夜             | 芦名                                 | 歌舞伎俳優・尾上松也、女優・趣里、俳優・副島淳                                         |
| 11月10日                             | (6)潮風に吹かれて立ち止まる宵           | 葉山                                 | 俳優・村井國夫、女優・美村里江、脚本家・演出家・村上大樹                               |
| 11月17日                             | (7)夢の扉をひらく夜                     | 深谷                                 | 女優・黒木瞳、作家・山崎ナオコーラ、芸人・矢部太郎                                     |
| 11月24日                             | (8)自分の温度で語る朧月夜               | 木更津                               | 女優・市川実日子、歌手・俳優・峯田和伸、写真家・ヨシダナギ                             |
| 12月1日                              | (9)スクラップ工場で見つけた時代の忘れ物 | 鶴見                                 | 俳優・渡辺裕之、女優・美波、男性ソプラノ歌手・岡本知高                                 |
| 12月8日                              | (10)川の流れのように選んだ人生          | 奥渋                                 | 歌手・藤井フミヤ、指揮者・西本智実、北極冒険家・荻田泰永                               |
| 12月15日                             | (11)自分を取りもどす波止場              | みなとみらい                         | 歌手・荻野目洋子、俳優・加藤諒、女優・映画監督・辻凪子                                 |
| 12月22日                             | (12)幸せって何ですか?                   | 青野原                               | 女優・鈴木杏、俳優・柄本時生、戦場カメラマン・渡部陽一                                 |
| 2021年1月5日                         | (13)イチョウのじゅうたんの上で          | 向島                                 | 歌手・俳優・小田井涼平、モデル・女優・知花くらら、映画監督・月川翔                     |
| 1月12日                              | (14)純粋さに憧れる冬の遊園地            | 秋川                                 | モデル・冨永愛、歌手・女優・一青窈、フラメンコダンサー・SIROCO                         |
| 1月19日                              | (15)止まってもいいと気づいた時          | 戸田                                 | 演出家・宮本亞門、女優・室井滋、俳優・渡部豪太                                         |
| 1月26日                              | (16)インプットできない時の歩み方        | 美女木                               | 俳優・ダンサー・森山未來、シンガーソングライター・山崎まさよし、南極調理隊員・渡貫淳子 |
| 2月2日                               | (17)羽みたいな雲に抱かれて              | 葉山                                 | モデル・女優・武田玲奈、俳優・六平直政、シンガーソングライター・関取花                 |
| 2月9日                               | (18)心に雷が落ちた時                    | 向島                                 | 女優・坂井真紀、芸人・女優・山崎静代、サイクルロードレーサー・新城幸也                 |
| 2月16日                              | (19)イライラクヨクヨ しなくていい時     | 鶴見                                 | 漫画家・内田春菊、歌手・相田翔子、タレント・光浦靖子                                   |
| 2月23日                              | (20)夕暮れに輝く 冬の田園               | 多古町                               | 俳優・田中健、モデル・鈴木ちなみ、俳優・小関裕太                                       |
| 3月2日                               | (21)自分の基準の見つけ方                | 鶴見                                 | 女優・長谷川京子、俳優・前川泰之、モデル・浜島直子                                     |
| 3月9日                               | (22)慣れない自分が愛おしい              | あきる野                             | 俳優・鈴木浩介、女優・久保田磨希、女優・福地桃子                                       |
| 3月16日                              | (23)ネコと 夕日と 幸せと                | 木更津                               | モデル・黒田知永子、モデル・松島花、動物写真家・岩合光昭                               |
| 3月23日                              | (24)みんなこうして生きているのですよ    | 渋谷                                 | 俳優・城田優、俳優・小池徹平、俳優・米本学仁                                           |
| 特別編                               |                                         |                                      |                                                                                        |
| 11月5日                              | 隅田川の夕景に今を生きる誓い            | 隅田川                               | 俳優・山崎育三郎、俳優・尾上松也、俳優・城田優                                         |
| 2022年3月18日                        | いまを正直に生きる夜                    | 会場不明                             | ミュージシャン・谷中敦、女優・広末涼子、俳優・杉野遥亮                                 |

1. ↑  2021年9月5日0:00-1:00（9月4日深夜）にスピンオフ60分版として未公開シーンを含めた特別編を放送
2. ↑  2021年11月12日23:15-24:15（11月13日0:15）にスピンオフ60分版として未公開シーンを含めた特別編を放送
3. ↑  2021年12月5日23:15-24:15（12月6日0:15）にスピンオフ60分版として未公開シーンを含めた特別編を放送
4. ↑  23:15-24:15（11月6日0:15）生放送
5. ↑  23:45-24:45（3月19日0:45）生放送

## スピンオフ番組
- 「特別編 癒やしの炎」 - トークの個所を一切排除し、この番組のロケーションで訪れた地での焚火の様子だけに特化した番組。主にNHK総合テレビジョン・BS1、BSプレミアムの深夜のフィラー「映像散歩」で随時放送されている。